# 林庭杓
林庭杓（？—？），字利高，福建福州府閩縣林浦鄉人，明朝政治人物。

## 生平
南京兵部尚書林瀚之子。以父荫入仕，官庆远府知府。任满九载，资囊罄乏。庆远人民为其立祠祭祀。